# Вологоємність

Склад ґрунту за 'об'ємом і масою, за фазами: повітря, вода, порожнини (пори, заповнені водою або повітрям).

Вологоємність — здатність речовини поглинати i утримувати певну кількість вологи, що виражається у вагових або об'ємних одиницях. Розрізняють вологоємність максимальну гігроскопічну, максимальну молекулярну, капілярну i повну.

## Загальний опис
Максимальна гігроскопічна вологоємність є максимальною кількістю води, яку може сорбувати речовина з повітря за повного насичення його водяною парою; є величиною постійною для кожної породи.
Максимальна молекулярна вологоємність — вологість речовини, що відповідає максимальному вмісту в ній фізично зв'язаної води.
Вологоємність капілярна — вологість речовини, що відповідає заповненню водою капілярних порожнин.
Вологоємність повна — максимальна кількість води, що утримується речовиною за повного насичення її водою.
В практиці за вологоємністю гірські породи поділяються на:
- вологоємні — торф, глини, мули;
- маловологоємні — піски дрібнозернисті i пилуваті, мергелі, крейда;
- невологоємні — галька, гравій, піски крупнозернисті, масивні вапняки та деякі інші породи.